# Newcastle United Football Club 2022-2023
Questa voce raccoglie le informazioni riguardanti il Newcastle United Football Club nelle competizioni ufficiali della stagione 2022-2023.

## Stagione
La stagione 2022-23 è la sesta stagione consecutiva in Premier League. Questa stagione vede il Newcastle impegnato, oltre che in campionato, anche in FA Cup ed in League Cup.
Il cammino in Premier League inizia con una vittoria contro il Nottingham Forest per 2-0, cui seguono tre pareggi contro Brighton, Manchester City e Wolverhampton. Dopo soli due punti racimolati in tre partite dopo, inizia una serie di risultati utili per il Newcastle, a partire dalla vittoria contro il Fulham per 4-1 e uno strepitoso 5-1 contro il Brentford; dopo il pari a reti inviolate contro il Man United, il Newcastle batte Everton, Tottenham, Aston Villa, Southampton e Chelsea. La classifica pre-sosta mondiali vede dunque i bianconeri al terzo posto dietro solo il Man City e l'Arsenal. Dopo la sosta, la lotta per un posto in Champions vede il Newcastle tra alti e basse, ma alla fine per i bianconeri si conclude al quarto posto, sufficiente per la fase a gironi della Champions League.
Nelle coppe inglesi, il Newcastle perde in trasferta lo Sheffield Weds al terzo turno di FA Cup; intanto, in EFL Cup, batte Tranmere al secondo turno, Crystal Palace al terzo, e Bournemouth al quarto, seguiti da Leicester City e Southampton, ma alla fine deve arrendersi al Manchester Utd nella finale.

## Maglie e sponsor

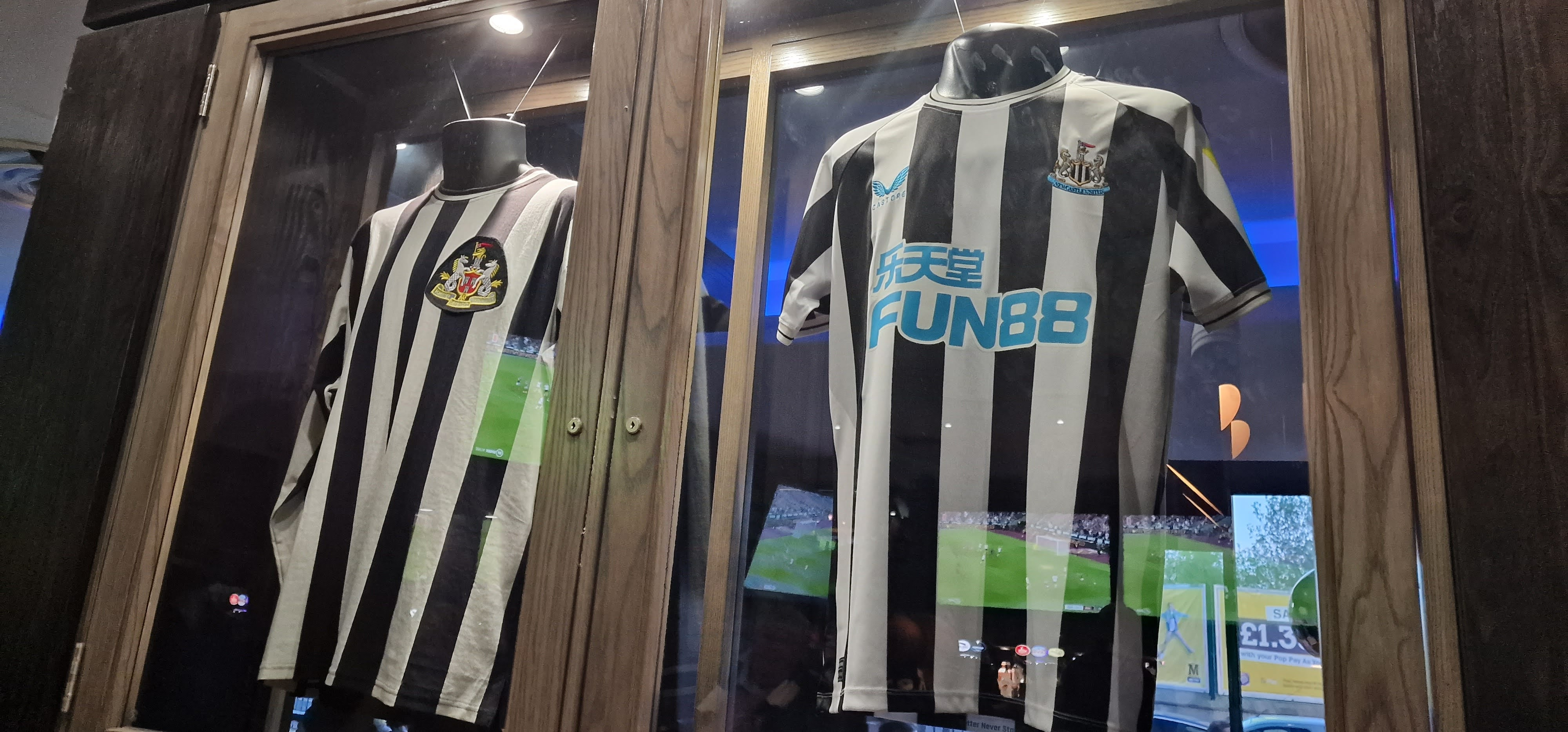
La maglia home (a destra) utilizzata in questa stagione.

Il fornitore tecnico per la stagione 2022-2023 è Castore, mentre lo sponsor ufficiale è Fun88.
| Casa | Trasferta | Terza Divisa |

## Rosa
Rosa, numerazione e ruoli, tratti dal sito ufficiale, sono aggiornati al 21 febbraio 2023.
| N. |                             | Ruolo | Calciatore                  |
| -- | --------------------------- | ----- | --------------------------- |
| 1  | Slovacchia (bandiera)       | P     | Martin Dúbravka             |
| 2  | Inghilterra (bandiera)      | D     | Kieran Trippier             |
| 3  | Galles (bandiera)           | D     | Paul Dummett                |
| 4  | Paesi Bassi (bandiera)      | D     | Sven Botman                 |
| 5  | Svizzera (bandiera)         | D     | Fabian Schär                |
| 6  | Inghilterra (bandiera)      | D     | Jamaal Lascelles (capitano) |
| 7  | Brasile (bandiera)          | C     | Joelinton                   |
| 8  | Inghilterra (bandiera)      | C     | Jonjo Shelvey               |
| 8  | Inghilterra (bandiera)      | A     | Anthony Gordon              |
| 9  | Inghilterra (bandiera)      | A     | Callum Wilson               |
| 10 | Francia (bandiera)          | A     | Allan Saint-Maximin         |
| 11 | Scozia (bandiera)           | D     | Matt Ritchie                |
| 12 | Irlanda del Nord (bandiera) | D     | Jamal Lewis                 |
| 13 | Inghilterra (bandiera)      | D     | Matt Targett                |
| 14 | Svezia (bandiera)           | A     | Alexander Isak              |
| 17 | Svezia (bandiera)           | D     | Emil Krafth                 |

| N. |                          | Ruolo | Calciatore       |
| -- | ------------------------ | ----- | ---------------- |
| 18 | Germania (bandiera)      | P     | Loris Karius     |
| 19 | Spagna (bandiera)        | D     | Javier Manquillo |
| 20 | Nuova Zelanda (bandiera) | A     | Chris Wood       |
| 21 | Scozia (bandiera)        | C     | Ryan Fraser      |
| 22 | Inghilterra (bandiera)   | P     | Nick Pope        |
| 23 | Inghilterra (bandiera)   | C     | Jacob Murphy     |
| 24 | Paraguay (bandiera)      | C     | Miguel Almirón   |
| 26 | Inghilterra (bandiera)   | P     | Karl Darlow      |
| 28 | Inghilterra (bandiera)   | C     | Joe Willock      |
| 29 | Inghilterra (bandiera)   | P     | Mark Gillespie   |
| 30 | Scozia (bandiera)        | D     | Harrison Ashby   |
| 32 | Inghilterra (bandiera)   | C     | Elliot Anderson  |
| 33 | Inghilterra (bandiera)   | D     | Dan Burn         |
| 36 | Inghilterra (bandiera)   | C     | Sean Longstaff   |
| 39 | Brasile (bandiera)       | C     | Bruno Guimarães  |
| 81 | Inghilterra (bandiera)   | C     | Lewis Miley      |

## Calciomercato

### Sessione estiva
| Acquisti | Acquisti       | Acquisti      | Acquisti                     |
| R.       | Nome           | da            | Modalità                     |
| -------- | -------------- | ------------- | ---------------------------- |
| D        | Sven Botman    | Lilla         | definitivo (37,00 milioni €) |
| D        | Matt Targett   | Aston Villa   | definitivo (17,50 milioni €) |
| P        | Nick Pope      | Burnley       | definitivo (11,50 milioni €) |
| A        | Alexander Isak | Real Sociedad | definitivo (70,00 milioni €) |

| Cessioni         | Cessioni           | Cessioni         | Cessioni              |
| R.               | Nome               | a                | Modalità              |
| ---------------- | ------------------ | ---------------- | --------------------- |
| A                | Dwight Gayle       | Stoke City       | definitivo (gratuito) |
| P                | Freddie Woodman    | Preston N.E.     | definitivo            |
| D                | Federico Fernández | Elche            | definitivo (gratuito) |
| P                | Martin Dúbravka    | Manchester Utd   | prestito              |
| C                | Matthew Longstaff  | Colchester Utd   | prestito              |
| Altre operazioni |                    |                  |                       |
| R.               | Nome               | a                | Modalità              |
| C                | Isaac Hayden       | Norwich City     | prestito              |
| C                | Jeff Hendrick      | Reading          | prestito              |
| D                | Ciaran Clark       | Sheffield Utd    | prestito              |
| D                | Kelland Watts      | Peterborough Utd | prestito              |

### Operazioni esterne alle sessioni
| Acquisti | Acquisti     | Acquisti | Acquisti   |
| R.       | Nome         | da       | Modalità   |
| -------- | ------------ | -------- | ---------- |
| P        | Loris Karius |          | svincolato |

| Cessioni | Cessioni | Cessioni | Cessioni |
| R.       | Nome     | a        | Modalità |
| -------- | -------- | -------- | -------- |

### Sessione invernale
| Acquisti | Acquisti        | Acquisti       | Acquisti      |
| R.       | Nome            | da             | Modalità      |
| -------- | --------------- | -------------- | ------------- |
| P        | Martin Dúbravka | Manchester Utd | fine prestito |
| D        | Harrison Ashby  | West Ham Utd   | definitivo    |
| A        | Anthony Gordon  | Everton        | definitivo    |

| Cessioni | Cessioni      | Cessioni          | Cessioni   |
| R.       | Nome          | a                 | Modalità   |
| -------- | ------------- | ----------------- | ---------- |
| P        | Karl Darlow   | Hull City         | prestito   |
| C        | Jonjo Shelvey | Nottingham Forest | definitivo |
| A        | Chris Wood    | Nottingham Forest | prestito   |

## Risultati

### Premier League

#### Girone di andata
| Arbitro: | Hooper |

|                      |           |  |
| Schär 58’ Wilson 78’ | Marcatori |  |

| Brighton 13 agosto 2022, ore 15:00 WEST 2ª giornata | Brighton | 0 – 0 referto | Newcastle Utd | Falmer Stadium (31 552 spett.)\| Arbitro: \| Scott \| |
| Arbitro:                                            | Scott    |               |               |                                                       |

| Arbitro: | Gillett |

|                                     |           |                                   |
| Almirón 28’ Wilson 39’ Trippier 54’ | Marcatori | 5’ Gündoğan 60’ Haaland 64’ Silva |

| Arbitro: | Bankes |

|           |           |                   |
| Neves 38’ | Marcatori | 90’ Saint-Maximin |

| Arbitro: | Marriner |

|                            |           |          |
| Firmino 61’ Carvalho 90+8’ | Marcatori | 32’ Isak |

| Newcastle upon Tyne 3 settembre 2022, ore 15:00 WEST 6ª giornata | Newcastle Utd | 0 – 0 referto | Crystal Palace | St James' Park (51 863 spett.)\| Arbitro: \| Salisbury \| |
| Arbitro:                                                         | Salisbury     |               |                |                                                           |

| Arbitro: | Pawson |

|           |           |                                            |
| Zouma 40’ | Marcatori | 6’, 46’ Wilson 13’, 90’ Joelinton 82’ Isak |

| Arbitro: | Pawson |

|                 |           |             |
| Isak 67’ (rig.) | Marcatori | 62’ Billing |

| Arbitro: | England |

|          |           |                                           |
| Reid 88’ | Marcatori | 11’ Wilson 33’, 57’ Almirón 43’ Longstaff |

| Arbitro: | Brooks |

|                                                              |           |                  |
| Guimarães 21’, 56’ Murphy 28’ Almirón 82’ Pinnock 90’ (aut.) | Marcatori | 54’ (rig.) Toney |

| Manchester 16 ottobre 2022, ore 14:00 WEST 11ª giornata | Manchester Utd | 0 – 0 referto | Newcastle Utd | Old Trafford (73 726 spett.)\| Arbitro: \| Pawson \| |
| Arbitro:                                                | Pawson         |               |               |                                                      |

| Arbitro: | Harrington |

|             |           |  |
| Almirón 30’ | Marcatori |  |

| Arbitro: | Gillett |

|          |           |                        |
| Kane 54’ | Marcatori | 31’ Wilson 40’ Almirón |

| Arbitro: | Tierney |

|                                                    |           |  |
| Wilson 45+6’ (rig.), 56’ Joelinton 59’ Almirón 67’ | Marcatori |  |

| Arbitro: | Attwell |

|             |           |                                                  |
| Perraud 89’ | Marcatori | 35’ Almirón 58’ Wood 62’ Willock 90+1’ Guimarães |

| Arbitro: | Jones |

|             |           |  |
| Willock 67’ | Marcatori |  |

| Arbitro: | Gillett |

|  |           |                                         |
|  | Marcatori | 3’ (rig.) Wood 7’ Almirón 32’ Joelinton |

| Newcastle upon Tyne 31 dicembre 2022, ore 15:00 WET 18ª giornata | Newcastle Utd | 0 – 0 referto | Leeds Utd | St James' Park (52 211 spett.)\| Arbitro: \| Hooper \| |
| Arbitro:                                                         | Hooper        |               |           |                                                        |

| Londra 3 gennaio 2023, ore 20:45 WET 19ª giornata | Arsenal | 0 – 0 referto | Newcastle Utd | Emirates Stadium (60 319 spett.)\| Arbitro: \| Madley \| |
| Arbitro:                                          | Madley  |               |               |                                                          |

#### Girone di ritorno
| Arbitro: | Jones |

|          |           |  |
| Isak 89’ | Marcatori |  |

| Londra 21 gennaio 2023, ore 20:45 WET 21ª giornata | Crystal Palace | 0 – 0 referto | Newcastle Utd | Selhurst Park (25 350 spett.)\| Arbitro: \| Pawson \| |
| Arbitro:                                           | Pawson         |               |               |                                                       |

| Arbitro: | Bankes |

|           |           |             |
| Wilson 3’ | Marcatori | 32’ Paquetá |

| Arbitro: | Attwell |

|            |           |               |
| Senesi 30’ | Marcatori | 45+2’ Almirón |

| Arbitro: | Taylor |

|  |           |                     |
|  | Marcatori | 10’ Núñez 17’ Gakpo |

| Arbitro: | Jones |

|                                                        |           |           |
| Undav 22’ (aut.) Burn 45+4’ Wilson 89’ Guimarães 90+1’ | Marcatori | 51’ Undav |

| Arbitro: | Hooper |

|                     |           |  |
| Foden 15’ Silva 67’ | Marcatori |  |

| Arbitro: | Madley |

|                      |           |           |
| Isak 26’ Almirón 79’ | Marcatori | 70’ Hwang |

| Arbitro: | Tierney |

|            |           |                          |
| Dennis 26’ | Marcatori | 45+2’, 90+3’ (rig.) Isak |

| Arbitro: | Attwell |

|                        |           |  |
| Willock 65’ Wilson 88’ | Marcatori |  |

| Arbitro: | Kavanagh |

|                    |           |                          |
| Toney 45+1’ (rig.) | Marcatori | 54’ (aut.) Raya 61’ Isak |

| Arbitro: | Brooks |

|                             |           |  |
| Ramsey 11’ Watkins 64’, 83’ | Marcatori |  |

| Arbitro: | Coote |

|                                                     |           |          |
| Murphy 2’, 9’ Joelinton 6’ Isak 19’, 21’ Wilson 67’ | Marcatori | 49’ Kane |

| Arbitro: | Marriner |

|            |           |                                          |
| McNeil 80’ | Marcatori | 28’, 75’ Wilson 72’ Joelinton 81’ Murphy |

| Arbitro: | Taylor |

|                                    |           |               |
| Wilson 54’, 81’ Walcott 79’ (aut.) | Marcatori | 41’ Armstrong |

| Arbitro: | Kavanagh |

|  |           |                               |
|  | Marcatori | 14’ Ødegaard 71’ (aut.) Schär |

| Arbitro: | Hooper |

|                          |           |                               |
| Ayling 7’ Kristensen 79’ | Marcatori | 31’ (rig.), 69’ (rig.) Wilson |

| Newcastle upon Tyne 22 maggio 2023, ore 21:00 WET 37ª giornata | Newcastle Utd | 0 – 0 referto | Leicester City | St James' Park (52 152 spett.)\| Arbitro: \| Marriner \| |
| Arbitro:                                                       | Marriner      |               |                |                                                          |

| Arbitro: | Gillett |

|                     |           |           |
| Trippier 27’ (aut.) | Marcatori | 9’ Gordon |

### FA Cup
| Arbitro: | Salisbury |

|                  |           |               |
| Windass 52’, 65’ | Marcatori | 69’ Guimarães |

### EFL Cup
| Arbitro: | Backhouse |

|            |           |                        |
| Nevitt 21’ | Marcatori | 40’ Lascelles 52’ Wood |

| Arbitro: | Scott |

|                                          |                      |                                        |
| Wood Trippier Joelinton Botman Guimarães | Tiri di rigore 3 – 2 | Milivojević Hughes Ward Mateta Ebiowei |

| Arbitro: | Brooks |

|                  |           |  |
| Smith 67’ (aut.) | Marcatori |  |

| Arbitro: | England |

|                        |           |  |
| Burn 60’ Joelinton 72’ | Marcatori |  |

| Arbitro: | Attwell |

|  |           |               |
|  | Marcatori | 73’ Joelinton |

| Arbitro: | Tierney |

|                   |           |           |
| Longstaff 5’, 21’ | Marcatori | 29’ Adams |

| Arbitro: | Coote |

|                           |           |  |
| Casemiro 33’ Rashford 39’ | Marcatori |  |

## Statistiche

### Statistiche di squadra
Statistiche aggiornate al 28 maggio 2023.
| Competizione   | Punti | In casa | In casa | In casa | In casa | In casa | In casa | In trasferta | In trasferta | In trasferta | In trasferta | In trasferta | In trasferta | Totale | Totale | Totale | Totale | Totale | Totale | DR  |
| Competizione   | Punti | G       | V       | N       | P       | Gf      | Gs      | G            | V            | N            | P            | Gf           | Gs           | G      | V      | N      | P      | Gf     | Gs     | DR  |
| -------------- | ----- | ------- | ------- | ------- | ------- | ------- | ------- | ------------ | ------------ | ------------ | ------------ | ------------ | ------------ | ------ | ------ | ------ | ------ | ------ | ------ | --- |
| Premier League | 71    | 19      | 11      | 6       | 2       | 36      | 14      | 19           | 8            | 8            | 3            | 32           | 19           | 38     | 19     | 14     | 5      | 68     | 33     | +35 |
| FA Cup         | -     | 0       | 0       | 0       | 0       | 0       | 0       | 1            | 0            | 0            | 1            | 1            | 2            | 1      | 0      | 0      | 1      | 1      | 2      | -1  |
| League Cup     | -     | 4       | 3       | 1       | 0       | 5       | 1       | 2            | 2            | 0            | 0            | 3            | 1            | 7      | 5      | 1      | 1      | 8      | 4      | +4  |
| Totale         | -     | 23      | 14      | 7       | 2       | 41      | 15      | 22           | 10           | 7            | 4            | 36           | 22           | 46     | 24     | 15     | 7      | 77     | 39     | +38 |

### Andamento in campionato
| Giornata  | 1 | 2 | 3 | 4 | 5  | 6  | 7 | 8  | 9 | 10 | 11 | 12 | 13 | 14 | 15 | 16 | 17 | 18 | 19 | 20 | 21 | 22 | 23 | 24 | 25 | 26 | 27 | 28 | 29 | 30 | 31 | 32 | 33 | 34 | 35 | 36 | 37 | 38 |
| --------- | - | - | - | - | -- | -- | - | -- | - | -- | -- | -- | -- | -- | -- | -- | -- | -- | -- | -- | -- | -- | -- | -- | -- | -- | -- | -- | -- | -- | -- | -- | -- | -- | -- | -- | -- | -- |
| Luogo     | C | T | C | T | T  | C  | T | C  | T | C  | T  | C  | T  | C  | T  | C  | T  | C  | T  | C  | T  | C  | T  | C  | C  | T  | C  | T  | C  | T  | T  | C  | T  | C  | C  | T  | C  | T  |
| Risultato | V | N | N | N | P  | N  | V | N  | V | V  | N  | V  | V  | V  | V  | V  | V  | N  | N  | V  | N  | N  | N  | P  | V  | P  | V  | V  | V  | V  | P  | V  | V  | V  | P  | N  | N  | N  |
| Posizione | 5 | 5 | 6 | 7 | 12 | 11 | 3 | 10 | 7 | 6  | 6  | 6  | 5  | 5  | 3  | 3  | 3  | 3  | 4  | 4  | 4  | 4  | 4  | 5  | 3  | 6  | 5  | 5  | 3  | 3  | 4  | 3  | 3  | 3  | 3  | 3  | 4  | 4  |

Legenda:

Luogo: C = Casa; T = Trasferta. Risultato: V = Vittoria; N = Pareggio; P = Sconfitta.